# Coral Buttsworth

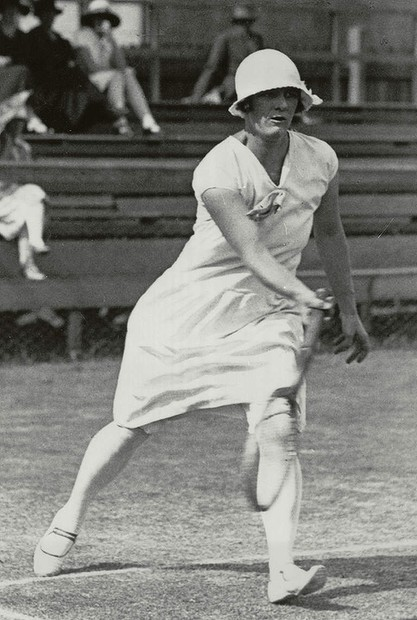
Coral Buttsworth, 1931

Coral McInnes Buttsworth (* 1900 als Coral McInnes in Taree, New South Wales; † 20. Dezember 1985 in Hazelbrook, New South Wales) war eine australische Tennisspielerin.

## Karriere
In den Jahren 1931 bis 1933 stand Buttsworth im Endspiel der Australischen Tennismeisterschaften. 1931 gewann sie gegen Marjorie Cox Crawford in drei Sätzen mit 1:6, 6:3 und 6:4 und im Jahr 1932 gelang ihr in zwei Sätzen mit 9:7 und 6:4 ein Sieg gegen Kathrine Le Mesurier. 1933 verlor Buttsworth gegen Joan Bathurst in zwei Sätzen mit 4:6 und 3:6. Die Doppelkonkurrenz konnte sie mit Marjorie Cox Crawford gegen Kathrine Le Mesurier und Dorothy Weston in zwei Sätzen mit 6:2 und 6:2 im Jahr 1932 gewinnen.